# The Mr. Men Show
 The Mr. Men Show  è un cartone animato prodotto da Renegade Animation. In Italia è inedito.

## Trama
Liberamente basato sulla classica serie di libri per bambini di Roger Hargreaves, Mr. Men & Little Miss, lo show è ambientato nella città immaginaria di Dillydale. Lo show ruota attorno ai personaggi dei libri (anche se alcuni personaggi sono stati creati per lo show) e alle loro avventure quotidiane. I personaggi di Mr. Men che appaiono nello show in ordine sono: Mr. Tickle, Mr. Happy, Mr. Nosey, Mr. Bump, Mr. Messy, Mr. Small, Mr. Nervous, Mr. Noisy, Mr. Lazy, Mr. Funny, Mr. Fussy, Mr. Bounce, Mr. Strong, Mr. Grumpy, Mr. Quiet, Mr. Tall, Mr. Rude, insieme a 2 nuovi personaggi di Mr. Men esclusivi dello show: Mr. Scatterbrain e Mr. Stubborn. Le Little Miss che appaiono in ordine sono: Miss Bossy, Miss Naughty, Miss Sunshine, Miss Giggles, Miss Helpful, Miss Magic, Miss Chatterbox, Miss Curious, Miss Scary, Miss Whoops, insieme a 2 nuovi personaggi di Little Miss esclusivi dello show: Miss Calamity e Miss Daredevil.

## Episodi

### Stagione 1
1. Physical / Boo-Boos
2. Farm / Movies
3. Science / Lake
4. Books / Beach
5. Boats / Mall
6. Flying / Hobbies
7. Dance / Inventions
8. Fair / Camping
9. Amusement Park / Trains
10. Paint / Fish
11. Adventure / Construction
12. Snow / Canned Goods
13. Jobs / Gardens
14. Collecting / Chores
15. Restaurants / Music
16. Full Moon / Night
17. Food / Bugs
18. Cooking / Rainy Day
19. Heatwave / Sleep
20. Yard Work / Parade
21. Games / Superstore
22. Hotel / Birthday
23. Car Wash / Wildife
24. Dillydale Day / Cars
25. Sightseeing / The Dark
26. Circus / Ships

### Stagione 2
1. Picnics / Driving
2. Outer Space / Clean Teeth
3. Airports / Shoes
4. Arts and Crafts / Game Shows
5. Garages / Eyeglasses
6. Toys / Reptiles
7. Hats / Robots
8. Parties / Up and Down
9. Dining Out / Gifts
10. Sun and Moon / Telephone
11. Seashore / Washing and Drying
12. Sneezes and Hiccups / Fruits
13. Radio / Supermarket
14. Skyscrapers / Cinema
15. Getting Around / Clocks
16. Post Office / Pets
17. Dance Dance Dance / Trees
18. Library / Pirates
19. Goo / Trains and Planets
20. Out to Sea / Next Door
21. Lunch / Machines
22. Fairies and Gnomes / Home Improvement
23. Birds / Bath and Bubbles
24. Sand and Surf / Parks
25. Surprises / Travel
26. Bad Weather / Pests